# Bowness-on-Solway

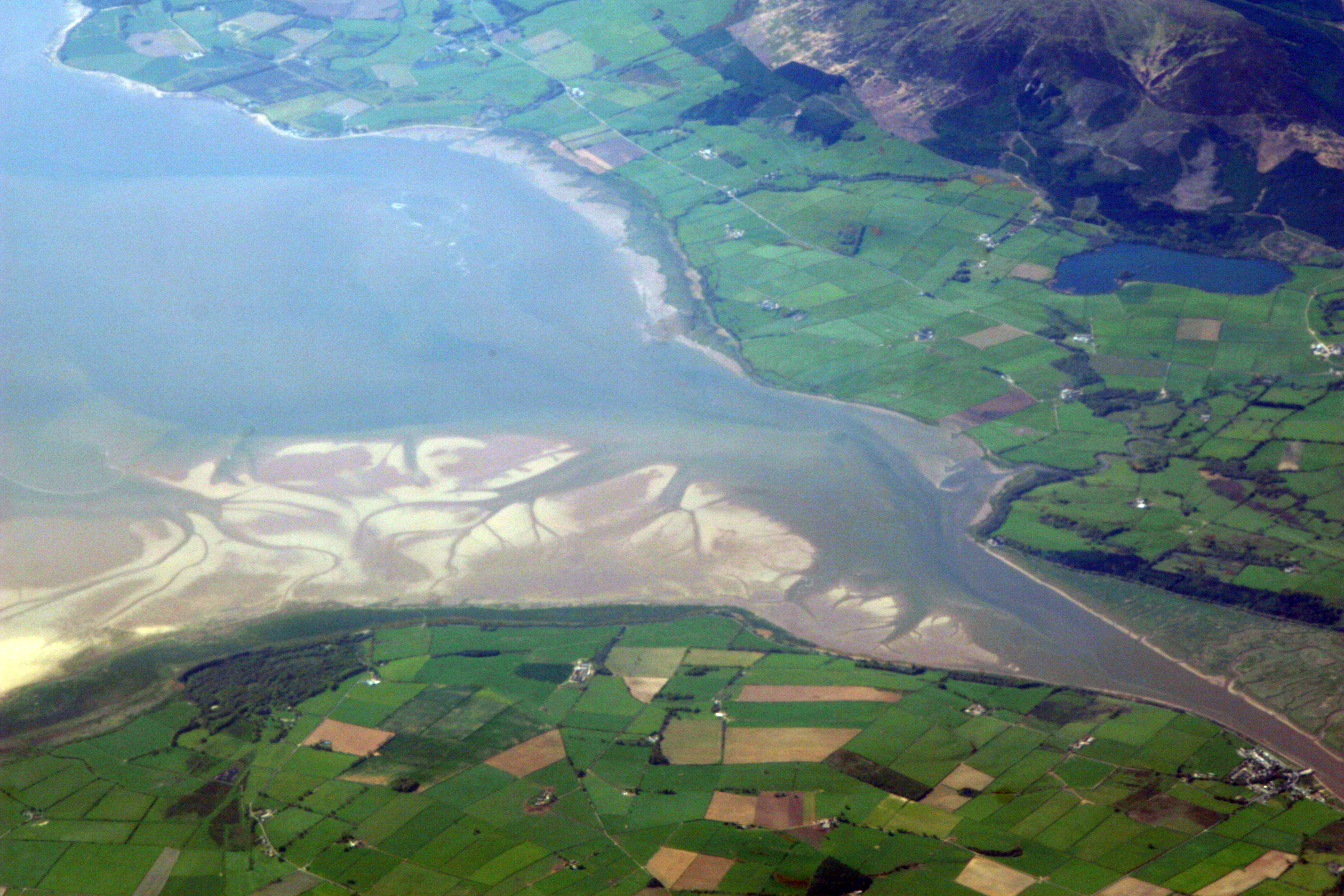
Die Mündung des Flusses Nith in den Solway Firth

Bowness-on-Solway ist eine kleine Gemeinde mit weniger als 100 Häusern am Solway Firth, der England und Schottland trennt. Es wurde auf den Resten des vormaligen römischen Kastells Maia errichtet, welches das westliche Ende des Hadrianswalls markierte. Die Überreste des Walls sind heute die Hauptattraktion für Touristen; Bowness bildet einen der beiden Ausgangs- bzw. Endpunkte des Hadrian’s Wall Path, einem Fernwanderweg entlang des Walls.

## Solway Junction Eisenbahn
Im Jahre 1869 wurde die Solway-Junction-Eisenbahnstrecke zwischen Bowness-on-Solway und Annan in Schottland eröffnet. Sie verband die Maryport- und die Carlisle-Bahnstrecke. Da die Strecke sich als unrentabel erwies, wurde sie 1921 geschlossen.

## Kirche St. Michaels
Die Kirche wurde im 12. Jahrhundert auf Überresten des römischen Forts errichtet.